# ギフホルン鉄道事故
ギフホルン鉄道事故（ギフホルンてつどうじこ）とは、1941年1月22日、ドイツのニーダーザクセン州ブラウンシュヴァイク北方のイゼンビュッテル-ギフホルン駅（現・ギフホルン駅）で臨時軍用列車と貨物列車が追突した鉄道事故である。122人が死亡（主にベルギー人捕虜）し、約80人が負傷した。

## 事故前の状況
事故を起こした臨時列車はドイツ国防軍の命令で編成されており、W94122の符号が振られていた。20両の客車には祖国への帰還が認められた約1000人のベルギー人捕虜が乗せられ、東プロイセンのDolgorukowoからベルギーのアントウェルペンへ向かっていた。臨時列車のため運行にあたっては定期列車が優先され、時に経路が空くまで長時間の待機を強いられた。事故当日も臨時列車は早朝にイゼンビュッテル-ギフホルン駅に到着後、ベルリン-レールテ線の通過線上に停車、待機を命ぜられた。真冬のこともあっていまだあたりは暗く、霧が発生し雪も少し降っていた。

## 事故発生
事故発生時の詳しい状況については、衝突した貨物列車の機関士が死亡したこともあって現在も不明な点が多い。しかしDg6120の符号が振られていた貨物列車の機関士が事故当日の悪天候による視界不良により、旅客列車に対する駅の場内信号機を見間違えたとされるのが一般的な説である。8時26分（現地時間）、駅の出発信号機が進行現示になったことを確認した臨時列車の機関士はブレーキを解除して出発しようとした。そのとき貨物列車が臨時列車の最後尾に衝突した。

## 救出作業とその後
臨時列車の最後尾車両は貨物列車の機関車に文字通り押し潰され、その前の車両3両も完全に破壊された。事故の衝撃で臨時列車の前方に乗っていた捕虜たちも負傷を免れなかった。しかし捕虜たちはすぐに瓦礫の下から仲間を救出し始めた。捕虜の中には軍医が3人いたが、医療器具がなかったのでできることは少なかった。10分もしないうちに周辺からドイツ赤十字社、軍、消防署やヒトラーユーゲントなどの救援も加わった。遺体は最初は駅の倉庫に収容されたが、その後主にバート・ファリングボステルの墓地に埋葬された。この事故で71人の捕虜の遺体は身元が確認されたが、20人以上はわからなかった。負傷者はブラウンシュヴァイクの病院に搬送されたが、ここでも最終的に26人の捕虜が死亡した。さらに貨物列車の機関士とドイツ軍の護送兵4人が死亡した。
死傷者200人を超える大事故であったが、戦時中の検閲により当時は公表されず、治療の必要がないとされた生存者は新しく編成された列車に乗せられて直ちに移送された。